# ریچبورگ (آلاباما)
ریچبورگ (به انگلیسی: Richburg) یک منطقهٔ مسکونی در ایالات متحده آمریکا است که در شهرستان کافی، آلاباما واقع شده‌است. ریچبورگ ۱۲۷٫۱ متر بالاتر از سطح دریا واقع شده‌است.